# Alumínio (São Paulo)
Alumínio est une municipalité brésilienne de l'État de São Paulo et la Microrégion de Sorocaba.

## Démographie
| Évolution de la population (municipalité) | Évolution de la population (municipalité) | Évolution de la population (municipalité) | Évolution de la population (municipalité) |
| Année                                     | Population                                |                                           | %±                                        |
| ----------------------------------------- | ----------------------------------------- | ----------------------------------------- | ----------------------------------------- |
| 2000                                      | 15 252                                    |                                           | —                                         |
| 2010                                      | 16 839                                    |                                           | 10,4%                                     |
| 2022                                      | 17 301                                    |                                           | 2,7%                                      |
| ,                                         |                                           |                                           |                                           |